# Automuzeum Praga
Automuzeum Praga založil Emil Příhoda, který od roku 1957 shromažďoval a restauroval výrobky automobilky Praga. Podařilo se mu získat více než sedmdesát kusů dopravních prostředků, které automobilka vyráběla v letech 1908–1989. Kromě toho shromáždil dokumentaci zahrnující 249 086 položek. Sbírky se mnohokrát stěhovaly, až se muzeum usídlilo na současné adrese, kde bylo v roce 2000 otevřeno pro veřejnost. Od ledna 2016 je muzeum uzavřeno, sbírka byla až na pár výjimek odstěhována.
Budova má od roku2016 nového majitele, také milovníka starých aut. Jsou zde příležitostně pořádány společenské akce, včetně srazů automobilových veteránů.